# Tsargrad TV
Tsargrad TV (em russo:  Царьград ТВ) é um canal russo de notícias online fundado em 2015 pelo empresário russo Konstantin Malofeev. Fala de posições ultradireitistas e nacionalistas, conservadoras e monárquicas, com o próprio canal se posicionando como “o primeiro canal conservador russo de informação e análise”.
O canal coopera estreitamente com organizações públicas, culturais e religiosas russas, em particular com a Igreja Ortodoxa Russa. O principal estúdio de televisão está localizado no edifício do Telégrafo Central em Moscou.

## História

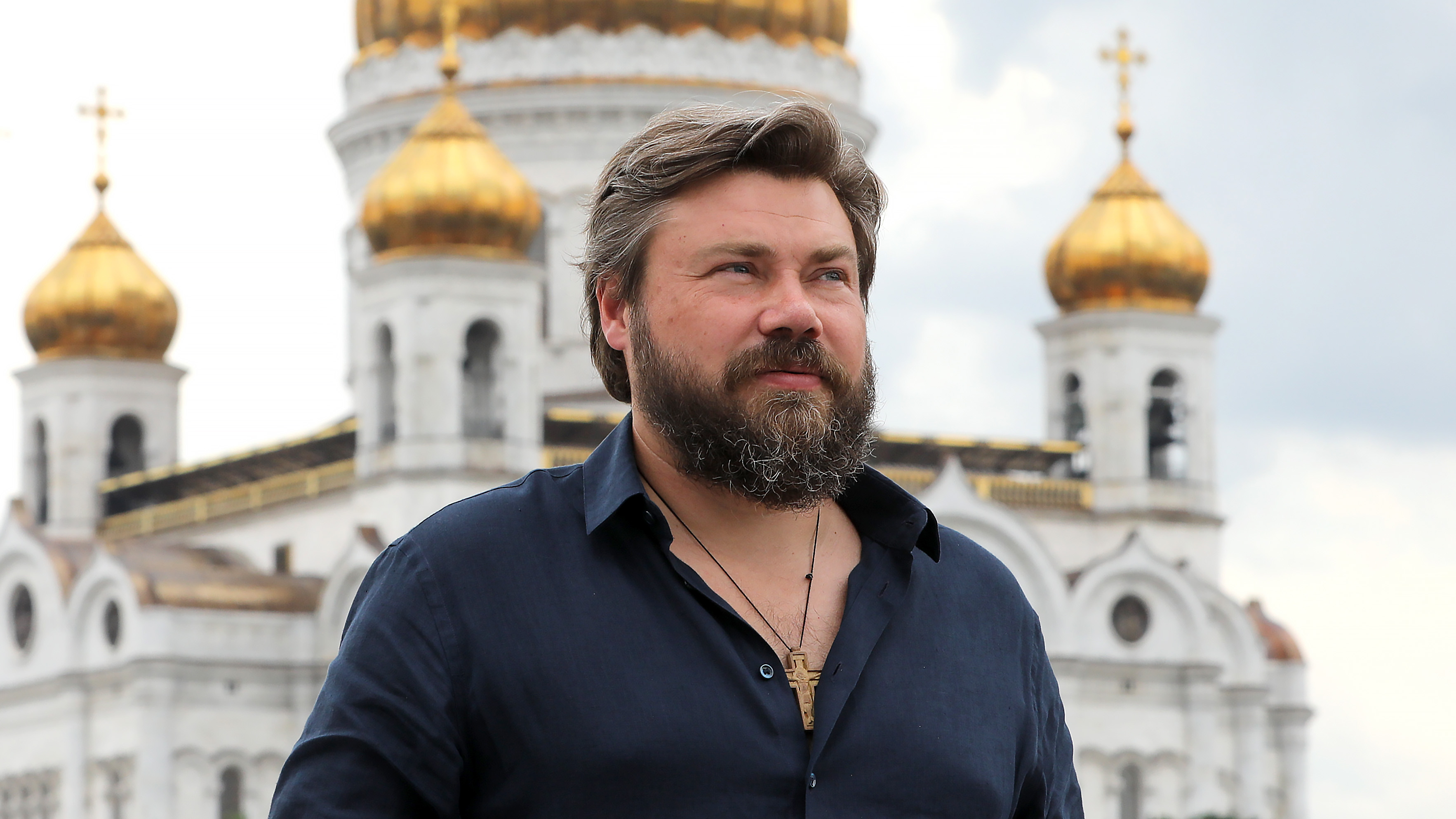
Konstantin Malofeev

O canal de TV foi registrado no Roskomnadzor em 18 de setembro de 2014. O canal de TV recebeu o nome de "Tsargrad TV" na forma de uma referência ao antigo nome eslavo de Constantinopla.
Em 12 de abril de 2015, uma licença de transmissão de televisão foi emitida para o canal, a transmissão linear foi planejada para ser lançada no verão de 2015. A equipe editorial decidiu ir ao ar em 21 de novembro de 2015, no dia da celebração da Catedral do Arcanjo Miguel (o patrono celestial do canal de TV), então 21 de novembro é considerado o aniversário oficial de Tsargrad.
A transmissão completa começou em janeiro de 2016 e foi programada para coincidir com a festa ortodoxa da Epifania.